# Mokrý Lom
Mokrý Lom (deutsch Mokrilom) ist eine Gemeinde in Tschechien. Sie liegt fünf Kilometer nordöstlich von Velešín in Südböhmen und gehört zum Okres České Budějovice.

## Geographie

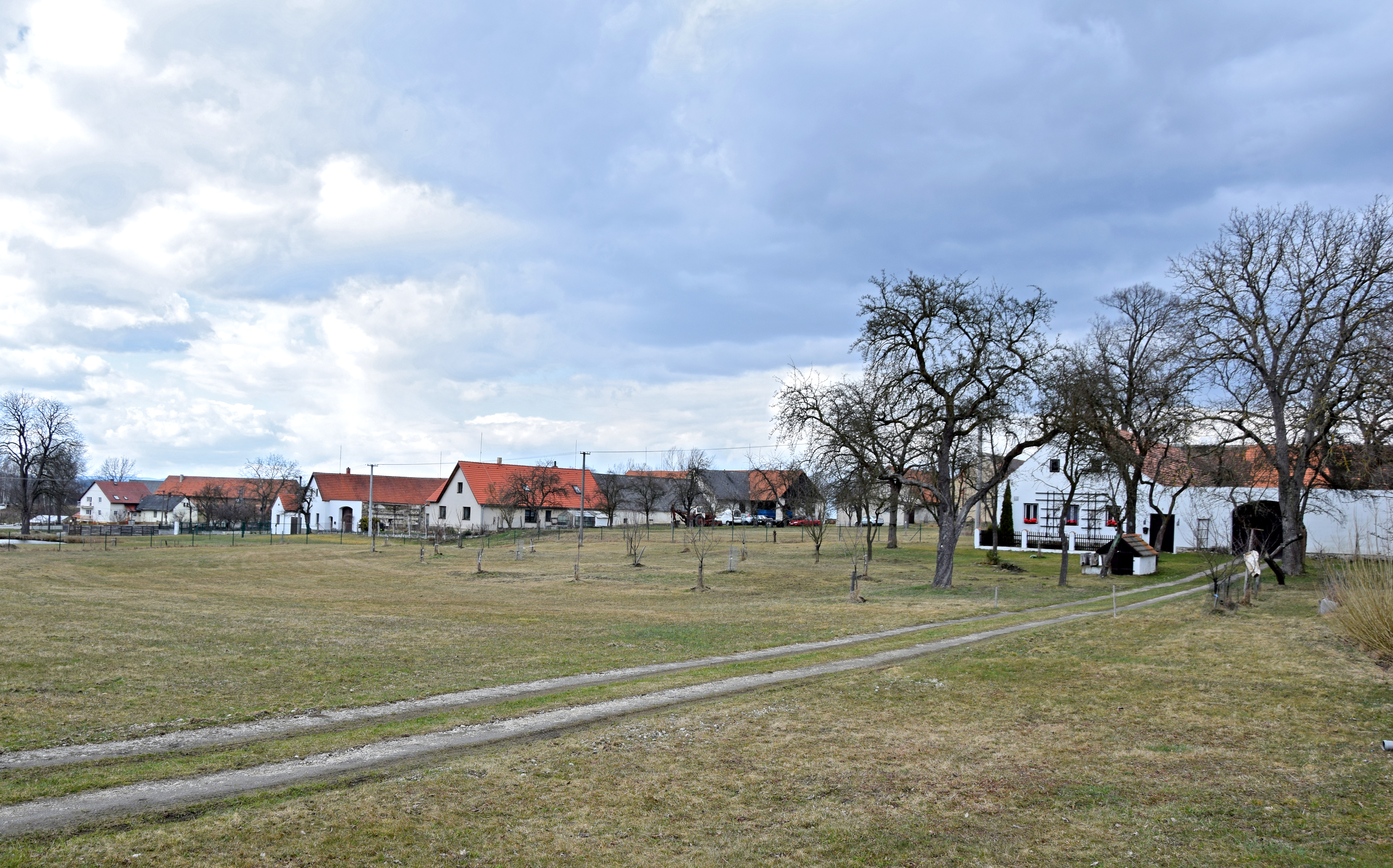
Mokrý Lom

Mokrý Lom befindet sich im Vorland des Gratzener Berglandes an einem Hügel rechtsseitig über dem Tal des Baches Lomský potok. Östlich erhebt sich die Todeňská hora (Todnier Berg, 608 m), im Süden der Stráž (630 m) und die Ločenická hora (Ločenitz, 624 m). Gegen Westen liegt das durch die Talsperre Římov geflutete Tal der Maltsch, nordöstlich das Tal des Pašinovický potok.
Nachbarorte sind Branišovice, Větrník und Dolní Stropnice im Norden, Pašinovice und Sedlo im Nordosten, V Chalupách und Polžov im Osten, Něchov im Südosten, Ločenice, Argentina und Svatý Jan nad Malší im Süden, Sedlce, Hrachovy Hory und Lahuť im Südwesten, Kladiny im Westen sowie Horní Římov und Dolní Římov im Nordwesten.

### Nachbargemeinden
| Římov               |                                             | Komařice     |
|                     | Kompassrose, die auf Nachbargemeinden zeigt | Trhové Sviny |
| Svatý Jan nad Malší | Ločenice                                    |              |

### Gemeindegliederung
Die Gemeinde Mokrý Lom besteht aus den Ortsteilen Lahuť (Lahut), Mokrý Lom (Mokrilom) und Polžov (Polschau).

## Geschichte
Die erste urkundliche Erwähnung des zur Burgherrschaft Velešín gehörigen Dorfes Mocrig erfolgte 1362, als es an Bohuslav von Mirkovice verpfändet wurde. Im Jahre 1387 erwarben die Herren von Rosenberg Velešín. Heinrich V. von Rosenberg verpfändete das Dorf 1474 an Jan von Bohušice. Johann Friedrich Anton Nütz Reichsgraf von Wartenberg auf Klein Umlowitz kaufte am 27. November 1737 der Herrschaft Krumau Mokrylom ab. Nachfolgender Besitzer war Josef Gundakar Graf Thürheim, der seine Güter am 1. September 1751 an Franz Leopold von Buquoy verkaufte. Damit wurde das Dorf Teil der Herrschaft Gratzen. 1756 wurden die Dörfer Chlum, Mokrý Lom, Ločenice, Sedlce und Polžov von der Pfarre Velešín zur neu errichteten Filialkirche Johannesberg zugewiesen, die 4020 Gemeindeglieder betreute. Im Jahre 1840 lebten in den 14 Häusern von Mokrý Lom / Mokrylom 91 Tschechen. Bis zur Mitte des 19. Jahrhunderts blieb das Dorf immer nach Gratzen untertänig.
Nach der Aufhebung der Patrimonialherrschaften bildete Mokrý Lom / Mokrylom ab 1850 einen Ortsteil der Gemeinde Sedlce in der Bezirkshauptmannschaft Budějovice/Budweis. 1889 bildete sich eine Freiwillige Feuerwehr für alle Ortsteile. Erste Pläne zu einer Teilung der aus den Dörfern Branišovice, Kladiny, Lahuť, Mokrý Lom, Polžov, Sedlce, Hrachové Hory, Úlehle, Zahrádka sowie den Einschichten Benák und Babka bestehenden Gemeinde wurden Anfang 1919 vorgelegt. Diese wurden jedoch nicht weiter verfolgt, nachdem bei der nachfolgenden Kommunalwahl die eine solche Teilung ablehnenden Sozialdemokraten als Sieger hervorgegangen waren und der neue Bürgermeister zudem aus Sedlce stammte. Der Ortsbürgermeister von Mokrý Lom, František Pártl, versuchte mehrmals vergeblich die Teilung gegen den Widerstand der Vertreter aus Sedlce und Branišovice durchzusetzen. Nachdem das größte Problem mit der Aufteilung des Besitzes der Feuerwehr gelöst werden konnte, stimmte die Gemeindevertretung von Sedlce am 19. August 1923 der Abtrennung von Mokrý Lom mit Lahuť und Polžov zu. Diese wurde schließlich am 28. Februar 1924 vollzogen. Während der deutschen Besetzung wurde Mokrý Lom / Mokrilom 1943 nach Branišovice / Branschowitz eingemeindet. Dies wurde nach dem Ende des Zweiten Weltkrieges wieder revidiert. 1948 wurde die Gemeinde dem neu gebildeten Okres Trhové Sviny zugeschlagen, der zwölf Jahre später wieder aufgehoben wurde. Mit Beginn des Jahres 1961 wurde die Gemeinde dem Okres České Budějovice zugeordnet. Am 14. Juni 1964 erfolgte die Eingemeindung nach Římov. Seit dem 24. November 1990 bildet Mokrý Lom wieder eine eigene Gemeinde.

## Bevölkerungsentwicklung
| Jahr      | 1869 | 1880 | 1890 | 1900 | 1910 | 1921 | 1930 | 1950 | 1961 | 1970 | 1980 | 1991 | 2001 | 2011 | 2021 |
| --------- | ---- | ---- | ---- | ---- | ---- | ---- | ---- | ---- | ---- | ---- | ---- | ---- | ---- | ---- | ---- |
| Einwohner | 206  | 174  | 177  | 194  | 206  | 202  | 176  | 111  | 102  | 95   | 105  | 73   | 67   | 102  | 117  |

## Sehenswürdigkeiten
- Kapelle in Mokrý Lom
- Kapelle in Polžov